# Histagonia deserticola
Histagonia deserticola is een spinnensoort in de taxonomische indeling van de kogelspinnen (Theridiidae). Het dier behoort tot het geslacht Histagonia'. De wetenschappelijke naam van de soort werd voor het eerst geldig gepubliceerd in 1895 door Eugène Simon.